# Ортофосфат актиния(III)
Ортофосфат актиния(III) (фосфорнокислый актиний) — AcPO4, неорганическое соединение, актиниевая соль ортофосфорной кислоты. В свободном виде достоверно не получен, существует в форме кристаллогидрата: AcPO4 • 0,5H2O.  Белое вещество, малорастворимое в воде.
Впервые был получен в 1950 году действием фосфата натрия на солянокислый раствор актиния:
{\displaystyle {\mathsf {3Ac^{3+}+3PO_{4}^{-}=AcPO_{4}\downarrow }}}